# Nationella dräkten

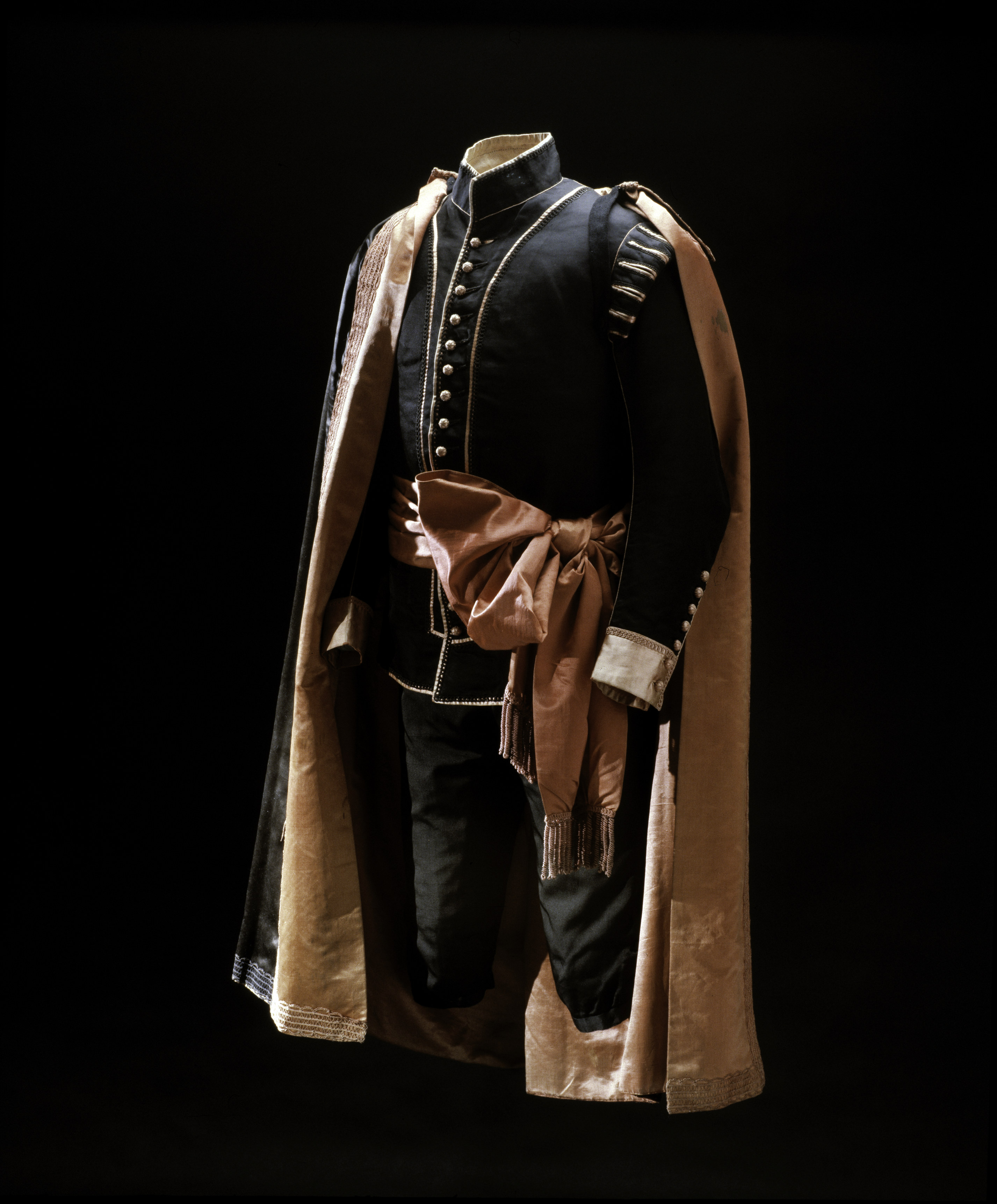
La versione maschile del costume, Livrustkammaren.

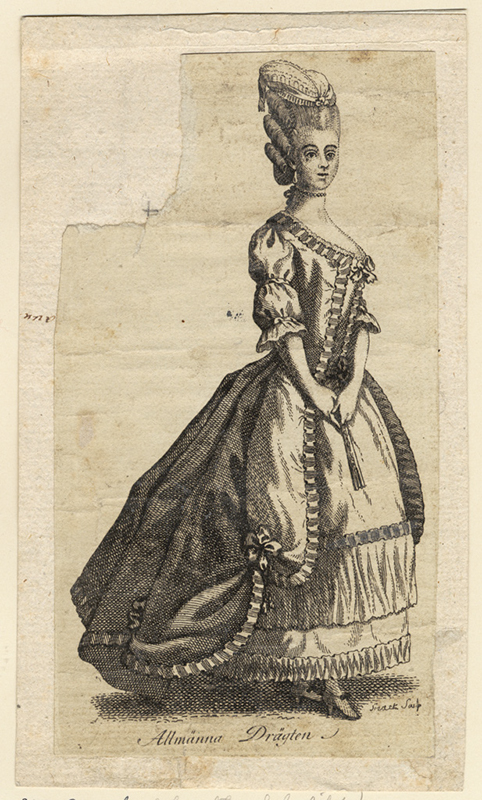
La versione femminile originale del costume, del 1780.

Nationella dräkten (Il Costume Nazionale) è un costume storico Svedese, disegnato dal Re Gustavo III ed introdotto nel 1778. Fu disegnato per la nobiltà e la borghesia con l'intenzione di limitare l'aumento del consumo e l'importazione di beni di lusso nella moda, considerati un danno per l'economia  e per la società a causa della conseguente povertà. Furono disegnati un costume maschile ed uno femminile. La versione femminile del costume doveva avere un effetto duraturo, modificato più volte in seguito, come il costume ufficiale della Corte Reale.

## Storia
Presentato da Gustavo III nel 1778 senza un'azione legislativa per renderlo obbligatorio, i costumi di raccomandazione reale dovevano essere l'abbigliamento ufficiale della nobiltà e della classe media (borghesia). Il clero e il popolo erano esclusi dalla raccomandazione.
Nel motivare la riforma e il nome del costume, il re sottolineò l'importanza di ottenere i suoi sudditi svedesi (the importance of getting his Swedish subjects) per fermare l'emulazione di costose mode straniere. L'idea suscitò interesse all'estero, e in particolare in Francia le opinioni furono diverse. Voltaire ebbe a dire in proposito:
Le nazioni dovrebbero essere se stesse. Esse dovrebbero imitare l'altro in ciò che è buono e mai in quello che è capriccioso. Il sovrano degli svedesi, che non trascura nulla, si rende conto di questo pienamente e completamente e sta per dare al suo popolo il più grande di tutti i beni - costumi. Dategli i miei umili saluti e ditegli, che lo onoro come un benefattore dell'umanità, e un modello per i re.  Sto per morire, e mi prendo quel sentimento con me nella tomba come una consolazione.
Entrambi i costumi femminili e maschili avevano requisiti di colore specifici per i funzionari di corte: nero con profili rossi per l'uso quotidiano, e azzurro con rifiniture bianche per le occasioni formali. Le altre persone erano libere di scegliere le loro combinazioni di colori, purché avessero mantenuto il disegno originale.
Il costume femminile seguiva la moda del periodo, fatta eccezione per il colletto e le maniche, ispirati al Rinascimento. Poiché mancava un design distintivo rispetto ad altri comuni abiti contemporanei, non divenne mai particolarmente popolare, in un primo momento venne utilizzato solo alla Corte Reale, alla presenza del monarca. Dopo la morte di Gustavo III, divenne la divisa ufficiale indossata a corte dalle dame di compagnia e un vestito abituale per le donne presentate ufficialmente a Corte. Il design del vestito continuò a seguire le mode correnti con il passare del tempo, ma l'aspetto di base e caratteristico, le maniche con righe verticali, venne mantenuto, e fu sviluppata una specifica regola per il colore: nero o blu molto scuro con profilo bianco. L'abito è stato usato per le donne presentate a corte fino al 1952 ed è ancora in uso lì dalle dame di compagnia Svedese in occasioni formali.
Il costume maschile era molto più originale e includeva dettagli Rinascimentali e del periodo Carolino della storia Svedese. Venne utilizzato a Corte e da molti funzionari durante il regno di Gustavo III e di suo figlio Gustavo IV Adolfo e successivamente utilizzato limitatamente come una sorta di costume tradizionale per gli abitanti di Stoccolma.

## Galleria d'immagini
- runeberg.org.